# Mayra Pelayo
Mayra Alejandra Pelayo-Bernal (California, 29 de enero de 1997), conocida simplemente como Mayra Pelayo, es una futbolista Mexicana que se desempeña como centrocampista. actualmente juega en el Club Tijuana Femenil de la Primera División Femenil de México y en la Selección femenina de fútbol de México .

## Trayectoria

### Club América Femenil
Debutó el lunes 18 de enero de 2021 en el empate a un gol del Club América Femenil contra el FC Juárez Femenil.

### Club Tijuana Femenil
Debutó en el clausura 2023 en el equipo fronterizo y en el apertura 2023 registró su mejor temporada desde su llegada a la liga femenil. Anotó en 8 ocasiones, de los cuales 6 goles fueron en torneo regular y 2 más en cuartos de final contra Rayadas.